# Crisis en Kenia (2007-2008)
La crisis de Kenia de 2007 y 2008 estalló después de que Mwai Kibaki fuese declarado el ganador de las elecciones presidenciales del país que ocurrieron el 27 de diciembre de 2007, renovándose así su mandato como jefe de Estado. Los partidarios del opositor de Kibaki, Raila Odinga, comenzaron disturbios en varias partes del país proclamando que hubo fraude electoral, cosa que los observadores internacionales confirman, señalando irregularidades. Además, el partido Movimiento Democrático Naranja denunció al presidente ante el Tribunal Penal Internacional por crímenes contra la humanidad acusando a las fuerzas de seguridad kenianas de disparar contra manifestantes. La crisis terminó cuando, en febrero de 2008, los líderes de ambos partidos llegaron a un acuerdo para repartirse el poder y crear un gobierno de coalición.

## Bajas y desplazados
El 13 de enero, la policía keniana admitía ya 575 muertes; mientras tanto la Agencia France-Presse elevaba el número a 693. Además, 250 000 civiles tuvieron que desplazarse, principalmente a Uganda.
El mayor incidente ocurrió cuando una iglesia que resguardaba de la violencia a 200 personas fue incendiada y 35 personas murieron abrasadas. Estas personas eran miembros de la tribu del Presidente Kibaki, los Kikuyu.
Ese mismo día, el 13 de enero, Human Rights Watch acusó a la policía de tener órdenes de 'disparar a matar' a los manifestantes. Sin embargo la policía aseguró que solo disparó a los violentos o los que estaban practicando pillaje, no a los manifestantes.
El 18 de enero la policía reconoció que 18 personas habían sido asesinadas durante los actos violentos de los que 82 habían muerto a manos de la policía. Un portavoz de la policía, Eric Kiraithe, aseguró que la policía estaba actuando conforme a la ley y los manifestantes estaban siendo "manipulados por los políticos".
La situación se agravó en el valle del Rift keniano donde los enfrentamientos entre etnias, en los que también se vio involucrada la policía, causaron 40 muertos, según esta última, destacando los sucesos en Naivasha donde fueron quemadas vivas catorce personas cuando kikuyus prendieron fuego a sus viviendas.